# Kelly Schafer
Kelly Schafer z domu Wood (ur. 8 kwietnia 1981 w Dundee) – leworęczna szkocka curlerka, olimpijka. Dawniej reprezentantka Szkocji oraz Wielkiej Brytanii i Irlandii Północnej, obecnie mieszka w Kanadzie.
W imprezach rangi europejskiej i światowej była pięciokrotnie kapitanem drużyny, debiutowała z klubem Letham Grange Ice Rink na Mistrzostwach Świata Juniorów w 1999, gdzie zajęła 5 pozycję. W 2000 grała na Mistrzostwach Europy, a w kolejnych dwóch latach ponownie na MŚ Junorów. Na tych imprezach zajmowała cały czas 5. miejsca. 
W 2004 wystąpiła na ME i MŚ tam również zajęła 5. miejsca, sytuacja powtórzyła się w 2005 z tym jedynie, że na MŚ uplasowała się na 6. pozycji. W 2006 wystąpiła na ZIO (patrz niżej) oraz na MŚ, gdzie zajęła 8. miejsce (na 12).
W curlingu Szkocja dominuje nad Anglią i Walią, dlatego właśnie została wybrana by reprezentować Wielką Brytanię na ZIO 2006. Wood została wybrana do zespołu spośród dziewięciu curlerek (Szkocja na te ZIO nie wysłała tak jak inne kraje drużyn mistrzowskich lecz stworzyła specjalnie drużynę złożoną z najlepszych zawodniczek). Kelly Wood w Turynie grała na pozycji drugiej, kapitanem była Rhona Martin (złota medalistka ZIO 2002), pozostałymi zawodniczkami Jackie Lockhart (trzecia, wicekapitan), Lynn Cameron (otwierająca), i Debbie Knox (rezerwowa). Wood zagrała we wszystkich meczach round-robin a jej skuteczność wyniosła 72%. Wielka Brytania w rywalizacji kobiet ostatecznie zajęła 5. miejsce.
W marcu 2007 drużyna pod jej przewodnictwem zdobyła brązowy medal mistrzostw świata. W tym samym roku zdobyła srebrny medal na mistrzostwach Europy w niemieckim Füssen, fazę grupową Szkotki zakończyły na 4. miejscu z bilansem 6-3. W play-off pokonały szwajcarską drużynę Mirjam Ott 9:6 a następnie Dunki (Lene Nielsen) 7:5. W finale nie sprostały powracającym Szwedkom z Anette Norberg na czele, mecz ten zakończył się wynikiem 9:4.
Podczas Mistrzostw Europy 2008 drużyna Szkocji pod przewodnictwem Kelly Wood wygrała 5 meczów a 4 przegrała, została sklasyfikowana na 6. pozycji. Do maja 2009 była kapitanem zespołu, który został powołany na reprezentację Wielkiej Brytanii na Zimowe Igrzyska Olimpijskie 2010, do drużyny powołano także młodą i utytułowaną Eve Muirhead, która objęła pozycję skipa, a Kelly Wood została drugą. Skład olimpijski uczestniczył w Mistrzostwach Europy 2009, gdzie rywalizację zakończył na 6. miejscu. Z bilansem 3-6 Brytyjki uplasowały się na 7. pozycji Zimowych Igrzyskach Olimpijskich 2010. Miesiąc później zdobyła srebrny medal MŚ, w finale Szkotki przegrały 6:8 z Niemkami (Andrea Schöpp). Wood w Swift Current była trzecią, zastąpiła na tej pozycji kontuzjowaną Lockhart.
W sezonie 2010/2011 Wood jako trzecia wystąpiła na ME. Szkotki łatwo awansowały do fazy finałowej, w meczu 1-2 pokonały 9:4 Rosjanki (Ludmiła Priwiwkowa). W finale nie były w stanie pokonać reprezentacji Szwecji (Stina Viktorsson), mecz zakończył się wynikiem 6:8.
Po przeprowadzce w 2011 do Kanady, z przyczyn logistycznych nie mogła uczestniczyć w mistrzostwach Szkocji. Jako rezerwowa u Eve Muirhead Wood uczestniczyła w Mistrzostwach Świata 2012, gdzie reprezentacja Szkocji zajęła 6. miejscu. Wood wystąpiła w Mistrzostwach Kanady Mikstów 2014, plasując się na 4. miejscu.

## Życie prywatne
Od maja 2011 mieszka w kanadyjskim Swift Current. Jej mężem jest burmistrz miasta, Jerrod Schafer, którego poznała podczas Mistrzostw Świata 2010. Para wzięła ślub w 2013 roku w Szkocji. 